# Sveriges Radio P4
Sveriges Radio P4 – ogólnokrajowy program Szwedzkiego Radia. Emisję programu rozpoczęto w 1987 jako sieć programów lokalnych, od roku 1993 nadaje jako kanał ogólnoszwedzki z mutacjami regionalnymi. Przeznaczony jest dla dorosłego słuchacza. Jest najczęściej słuchaną rozgłośnią szwedzkiego radia publicznego o dziennej słuchalności ponad 3 miliony osób.
W dni powszednie w godzinach porannych radio nadaje program lokalny przygotowany przez 25 ośrodków regionalnych Szwedzkiego radia. Pozostałą część stanowi program ogólnoszwedzki ze studia w Sztokholmie. Kanał nadaje muzykę, programy w języku fińskim a także programy dla dzieci.

## Mutacje regionalne
- SR Blekinge
- SR Dalarna
- SR Gotland
- SR Gävleborg
- SR Göteborg
- SR Halland
- SR Jämtland
- SR Jönköping
- SR Kalmar
- SR Kristianstad
- SR Kronoberg
- SR Malmö
- SR Norrbotten
- SR Sjuhärad
- SR Skaraborg
- SR Stockholm
- SR Sörmland
- SR Uppland
- SR Värmland
- SR Väst
- SR Västerbotten
- SR Västernorrland
- SR Västmanland
- SR Örebro
- SR Östergötland